# Блауфельден
Блауфельден (нем. Blaufelden) — община в Федеративной Республике Германия, в государстве (земле) Баден-Вюртемберг.
Административно-территориальная единица первичного уровня Блауфельден подчиняется административному округу Штутгарт. 
Община входит в состав района Швебиш-Халль. Население общины составляет 5 196 человек (на 31 декабря 2010 года). Занимает площадь 90,18 км².
В коммуне работает Bosch Tiernahrung — компания, производящая корма для животных.